# Formation à la bibliothéconomie
 (juin 2025).
La mise en forme du texte ne suit pas les recommandations de Wikipédia : il faut le « wikifier ».
Les points d'amélioration suivants sont les cas les plus fréquents. Le détail des points à revoir est peut-être précisé sur la page de discussion.
- Les titres sont pré-formatés par le logiciel. Ils ne sont ni en capitales, ni en gras.
- Le texte ne doit pas être écrit en capitales (les noms de famille non plus), ni en gras, ni en italique, ni en « petit »…
- Le gras n'est utilisé que pour surligner le titre de l'article dans l'introduction, une seule fois.
- L'italique est rarement utilisé : mots en langue étrangère, titres d'œuvres, noms de bateaux, etc.
- Les citations ne sont pas en italique mais en corps de texte normal. Elles sont entourées par des guillemets français : « et ».
- Les listes à puces sont à éviter, des paragraphes rédigés étant largement préférés. Les tableaux sont à réserver à la présentation de données structurées (résultats, etc.).
- Les appels de note de bas de page (petits chiffres en exposant, introduits par l'outil «  Source ») sont à placer entre la fin de phrase et le point final[comme ça].
- Les liens internes (vers d'autres articles de Wikipédia) sont à choisir avec parcimonie. Créez des liens vers des articles approfondissant le sujet. Les termes génériques sans rapport avec le sujet sont à éviter, ainsi que les répétitions de liens vers un même terme.
- Les liens externes sont à placer uniquement dans une section « Liens externes », à la fin de l'article. Ces liens sont à choisir avec parcimonie suivant les règles définies. Si un lien sert de source à l'article, son insertion dans le texte est à faire par les notes de bas de page.
- La présentation des références doit suivre les conventions bibliographiques. Il est recommandé d'utiliser les modèles {{Ouvrage}}, {{Chapitre}}, {{Article}}, {{Lien web}} et/ou {{Bibliographie}}. Le mode d'édition visuel peut mettre en forme automatiquement les références.
- Insérer une infobox (cadre d'informations à droite) n'est pas obligatoire pour parachever la mise en page.

Pour une aide détaillée, merci de consulter Aide:Wikification.
Si vous pensez que ces points ont été résolus, vous pouvez retirer ce bandeau et améliorer la mise en forme d'un autre article.
 (février 2022).
La formation à la bibliothéconomie, qui comprend celle pour les travailleurs paraprofessionnels des bibliothèques, varie dans le monde et a changé au fil du temps. Au cours des dernières décennies, de nombreuses institutions offrant une formation en bibliothéconomie ont changé de nom pour refléter le passage des médias imprimés aux médias numériques et aux informations contenues en dehors des bibliothèques traditionnelles. Certains se désignent comme écoles de bibliothéconomie et de sciences de l'information ou écoles de sciences de l'information et des bibliothèques. Dans certains cas, elles abandonnent le mot « bibliothèque » pour se nommer écoles de sciences de l'information.
Aux États-Unis et au Canada, la formation universitaire des bibliothécaires consiste, d'une façon générale, en un programme de maîtrise en sciences des bibliothèques et de l'information (communément appelé bibliothéconomie). En Australie, les cours sont appelés Master in Information Management ou Master in Information Studies.
En Allemagne, la première étape pour un bibliothécaire universitaire est un doctorat dans un domaine, suivi d'une formation complémentaire en bibliothéconomie.
Il existe également des programmes de licence et de certificat en bibliothéconomie, qui offrent une formation formelle aux bibliothécaires paraprofessionnels (aka bibliotechniciens) et aux commis, ainsi qu'une préparation aux études supérieures en bibliothéconomie. En Australie, les cours pour bibliotechniciens sont connus sous le nom de « Diploma of Library and Information Services ».

## Développement historique
Jusqu'au XIXe siècle, le bibliothécaire en charge d'une collection universitaire est normalement un érudit, souvent un professeur d'université ayant un intérêt particulier pour la bibliothèque. Il n'y a pas alors de programmes de formation et le nouveau bibliothécaire doit suivre les pratiques d'autres bibliothèques similaires. Au 19e siècle, bien que certains bibliothécaires aient suivi ce modèle plus ancien, d'autres se sont préparés comme apprentis sous la direction de bibliothécaires établis.[réf. nécessaire]
Charles Churchwell est à l'origine d'une publication sur l'histoire de l'éducation pour les bibliothécaires aux États-Unis avant 1975.
En Grande-Bretagne, la Library Association est le premier organisme à organiser des examens et à accréditer les bibliothécaires; elle donne ses premiers examens en 1885. Les étudiants réussissent, obtiennent un diplôme de l'Association des bibliothèques en bibliothéconomie. Outre les matières liées à la bibliothèque (rencontrées dans la deuxième série d'examens), les étudiants sont évalués sur la grammaire anglaise, l'arithmétique, l'histoire, la géographie, la littérature anglaise ainsi que d'autre littératures européennes; ils devaient également démontrer une connaissance pratique d'au moins trois langues. Avant l'obtention du diplôme, une expérience de travail de deux ans dans une bibliothèque est jugée essentielle. Les écoles de bibliothéconomie n'existaient pas encore et il n'y avait pas de cours pour aider à la préparation des trois niveaux d'examens.

### Écoles de bibliothéconomie
Une école de bibliothéconomie est une institution d'enseignement supérieur spécialisée dans la formation professionnelle des bibliothécaires. La première école de bibliothéconomie aux États-Unis est créée par Melvil Dewey (l'initiateur du système décimal Dewey) en 1887 à l'Université de Columbia. Depuis lors, de nombreuses écoles de bibliothéconomie ont été fondées aux États-Unis et au Canada. Le premier programme officiel de bibliothéconomie du Canada est développé à l'Université McGill en 1904.
Inspirés par l'exemple de Dewey à Columbia, plusieurs bibliothécaires britanniques font pression pour un système formel d'éducation au Royaume-Uni. La première étape est l'organisation de certaines écoles d'été à Londres entre 1893 et 1897, avec le premier cours officiel de bibliothéconomie au niveau universitaire établi en 1902 à la London School of Economics, qui est interrompu par la Première Guerre mondiale en 1914. La première école de bibliothéconomie formelle est créée en 1919 à l'Université de Londres. De ces débuts est née une scission entre les bibliothécaires publics, qui ont, pour la plupart, passé les examens de la Library Association, et les bibliothécaires universitaires et spécialisés qui détiennent des diplômés universitaires. Huit écoles de bibliothéconomie sont créées dans tout le pays après la Seconde Guerre mondiale, mais ce n'est qu'en 1964 que la Library Association cesse d'organiser des examens et réduit son rôle à celui d'un organisme d'accréditation supervisant la qualité des cours dispensés dans les écoles de bibliothéconomie.
Le développement des écoles de bibliothéconomie suit des voies différentes au Royaume-Uni par rapport aux États-Unis. L'American Library Association est fondée en 1876 et la Library Association (au Royaume-Uni) en 1877, mais elles ont exercé des rôles complètement différents en ce qui concerne la formation en bibliothéconomie dans leurs pays respectifs. Les écoles de bibliothéconomie américaines se sont développées indépendamment de l'organisation nationale et ont toujours été en mesure de définir leur propre programme d'études et leurs propres examens ainsi que la manière de désigner leurs diplômes. Bien que l'ALA procède à l'accréditation des écoles et joue un rôle dans la détermination de la qualité, les exigences sont laissées à l'appréciation des écoles individuelles. Au Royaume-Uni, jusqu'à la fin du XXe siècle, époque à laquelle toutes les écoles de bibliothéconomie, sont des départements d'universités, l'enseignement de la bibliothéconomie se trouve dominée par les LA.
En 1914, l'Université des Philippines offre les premiers cours de formation en bibliothéconomie dans le pays. Le développement des écoles de bibliothéconomie dans d'autres pays commence en 1915, lorsque des écoles de bibliothécaires sont fondées à Leipzig et à Barcelone (actuellement, en tant que faculté de l'Université de Barcelone, la Facultat de Biblioteconomia i Documentació (UB) est la plus ancienne école de bibliothéconomie en Europe). Beaucoup d'autres sont fondées pendant la Seconde Guerre mondiale[réf. nécessaire].
La Graduate Library School de l'Université de Chicago, créée en 1928, devient la première école de bibliothéconomie à conférer une maîtrise en [bibliothéconomie, qui est maintenant le diplôme professionnel standard, et deviendra plus tard la première à décerner un doctorat dans le domaine,. Le rôle central du doctorat à Chicago de 1921 à 1951 est analysé par John Richardson dans son étude, The Spirit of Inquiry. De nombreux membres du corps professoral de la Graduate Library School (1928-1979) sont à l'avant-garde du développement du domaine au XXe siècle: Lester Asheim, Lee Pierce Butler, Leon Carnovsky, Herman H. Fussler, Frances E. Henne, Carleton B. Joeckel, Jesse Shera, Peggy Sullivan, Douglas Waples, Louis Round Wilson, Howard Winger et Robert Wadsworth. Le Library Quarterly est publié pour la première fois par la Graduate Library School en 1931.
L'Université des Philippines crée la première école de bibliothéconomie distincte dans ce pays en 1961; l' Institute of Library Science, qui est un ancien département de l'ancien College of Liberal Arts.

### Changements de cours et de terminologie
Au cours des dernières décennies, de nombreuses écoles qui proposent une formation en bibliothéconomie changent de nom pour refléter le passage des médias imprimés aux médias électroniques et aux informations contenues en dehors des bibliothèques traditionnelles. Certaines se renomment en tant que écoles de bibliothéconomie et de sciences de l'information, tandis que d'autres abandonnent le mot « bibliothèque ». Cette tendance commence dès les années 1960 avec la reconnaissance que l'information et son accès se déplacent vers les ressources électroniques avec le développement des télécommunications et des réseaux informatiques, et s'éloignent de la définition traditionnelle de la bibliothéconomie. Ce changement conduit un certain nombre d'écoles de bibliothéconomie à modifier ou à élargir leur mission pour inclure d'autres disciplines reliées aux des sciences de l'information, y compris les sciences des bibliothèques, les archives, l'informatique et plus encore; cela conduit au développement, pour un certain nombre d'écoles, d'une organisation iSchool pour faire avancer, plus globalement, le domaine de l'information.

## Composantes du cours
Les programmes de maîtrise en bibliothéconomie (ou leur équivalent comme la maîtrise en gestion de l'information en Australie) sont généralement structurés pour offrir une combinaison de cours obligatoires et facultatifs en bibliothéconomie et en science de l'information. Les cours obligatoires se concentrent sur les compétences de base des bibliothèques telles que le catalogage, la référence, le développement des collections ainsi que sur des domaines connexes tels que la philosophie sous-jacente à la profession, les technologies de l'information et la gestion. Les cours au choix peuvent comprendre la gestion de l'information, la littérature jeunesse, la généalogie et les archives, ainsi que des cours spécialisés liés à différents types de bibliothèques (bibliothèques publiques, bibliothèques universitaires, bibliothèques musicales, bibliothèques spécialisées, etc.).).

### Faculté
Les exigences habituelles pour un membre du corps professoral dans un département de bibliothéconomie (ou autre nom) est un doctorat en bibliothéconomie ou en science de l'information. Dans certains domaines de la bibliothéconomie, un doctorat dans un autre sujet connexe, comme les études d'archives, est l'équivalent, et certains professeurs ont des doctorats dans divers domaines, ainsi qu'un diplôme MLS (ou similaire).[réf. nécessaire]

## Par région ou pays

### Amérique

#### États-Unis et Canada
La plupart des écoles de bibliothéconomie en Amérique du Nord n'offrent que des programmes d'études supérieures. L'accréditation de ces programmes est accordée par l'American Library Association. Le baccalauréat en science des bibliothèques (ou bibliothéconomie comme on l'appelait à ses débuts) a été, pour la plupart, supprimé il y a plusieurs décennies. Auparavant, les programmes de licence en bibliothéconomie étaient souvent destinés à être poursuivis en même temps qu'un baccalauréat basé sur une matière, l'étudiant passant généralement une année d'études supplémentaire.[réf. nécessaire]
Les bibliothécaires en Amérique du Nord obtiennent généralement une maîtrise, généralement la maîtrise en science des bibliothèques (MLS). Ce diplôme permet de travailler en tant que bibliothécaire dans les bibliothèques publiques, les bibliothèques universitaires, les centres de médias des bibliothèques scolaires et les bibliothèques spécialisées, tandis que de nombreuses personnes titulaires du titre MLS travaillent avec les principaux fournisseurs de bibliothèques. Le diplôme est également applicable à des secteurs connexes tels que l'édition.
Aux États-Unis et au Canada, un bibliothécaire professionnel possède normalement une maîtrise d'un ou deux ans en science des bibliothèques et de l'information, bibliothéconomie ou science de l'information (Master of Library and Information Science). De nombreux bibliothécaires professionnels ont des diplômes obtenus à partir de programmes accrédités par l'American Library Association (ALA) et peuvent avoir des spécialisations dans des domaines tels que les archives, la gestion des documents, l'architecture de l'information, la politique de l'information, la gestion des connaissances, la bibliothéconomie publique, la bibliothéconomie médicale, la bibliothéconomie juridique, la bibliothéconomie spécialisée, bibliothéconomie universitaire ou bibliothéconomie scolaire (K-12). Les bibliothécaires scolaires sont souvent tenus d'avoir un diplôme d'enseignement et une licence de bibliothécaire scolaire en plus d'un diplôme en bibliothéconomie. Les programmes de maîtrise pour la préparation initiale des spécialistes des médias des bibliothèques scolaires sont également accrédités par le Conseil national d'accréditation de la formation des enseignants (NCATE), reconnu par l'ALA. De nombreux bibliothécaires universitaires, sinon la plupart, ont également une deuxième maîtrise spécialisée.
Au tournant du millénaire (1999-2000), les problèmes liés à la formation supérieure des bibliothécaires professionnels envahissent le discours professionnel et universitaire. Ceux-ci sont initialement identifiées par le Conseil de l'American Library Association comme l'élimination croissante du mot « bibliothèque » des noms d'écoles, le manque apparent d'attention aux compétences de base (le catalogage était souvent mentionné) et la pénurie nationale de professionnels pour travailler avec des groupes particuliers (en particulier les jeunes dans les bibliothèques publiques et les populations défavorisées), et dans des environnements particuliers (comme les écoles). Le rapport final du Comité directeur du Congrès pour l'enseignement professionnel fournit une analyse de ces questions. La Coalition pour le renouvellement des sciences de l'information, de la technologie et de l'éducation littéraire, soutenue par la Fondation Kellogg, fournit une analyse supplémentaire des futurs besoins et orientations en matière d'éducation. Bernie Sloan compile une vaste bibliographie en 2004 sur les changements dans l'enseignement des SIB.
L'apport à l'éducation pour la bibliothéconomie aux États-Unis et au Canada est reconnu par le prix annuel Beta Phi Mu parrainé par l'International Honorary Society, Beta Phi Mu. Le premier prix a été décerné en 1954 à Rudolph Hjalmar Gjelsness, doyen du département de science des bibliothèques de l'Université du Michigan de 1940 à 1964.
L'une des principales associations de professeurs enseignant dans les programmes de bibliothéconomie et de sciences de l'information est l'Association for Library and Information Science Education, d'autres écoles de bibliothéconomie américaines de premier plan sont situées à l'Université de l'Illinois à Urbana-Champaign et à l'Université de Caroline du Nord à Chapel Hill.
Dans les tenues académiques aux États-Unis, la couleur de la bibliothéconomie est le citron.

### L'Europe

#### Danemark
Au Danemark, la première étape pour devenir bibliothécaire est un baccalauréat de 3 ans en bibliothéconomie et sciences de l'information (B.Sc.) à la Royal School of Library and Information Science. Les étudiants ont ensuite le choix entre suivre une formation d'un semestre en bibliothéconomie appelée Librarian DB ou suivre un master en 2 ans appelé Master of Library and Information Science (MLISc.). Tous les cours déjà mentionnés se déroulent en danois, mais la Royal School of Library and Information Science propose également un master anglophone de 2 ans appelé Master of Library and Information Science (MLISc.). Les étudiants qui complètent le baccalauréat, la bibliothéconomie ou l'une des maîtrises offertes obtiennent un emploi comme bibliothécaire, professionnel de l'information ou personnel de gestion. Les étudiants peuvent également obtenir un doctorat en science des bibliothèques et de l'information à la Royal School of Library and Information Science (décerné pour la première fois à la Royal School of Library and Information Science en 2004). Les étudiants peuvent également obtenir un doctorat en science des bibliothèques et de l'information à la Royal School of Library and Information Science (décerné pour la première fois à la Royal School of Library and Information Science en 2006).

#### Allemagne
En Allemagne, la première étape pour un bibliothécaire universitaire est un doctorat dans un domaine, suivi d'une formation complémentaire en bibliothéconomie.[réf. nécessaire]

#### Royaume-Uni
Au Royaume-Uni, un bibliothécaire peut avoir un baccalauréat de trois ou quatre ans en science de l'information et des bibliothèques ou en sciences de l'information; des diplômes de maîtrise distincts en bibliothéconomie, gestion des archives et gestion des documents sont également disponibles. Ces diplômes sont accrédités par le Chartered Institute of Library and Information Professionals (créée en 2002 par la fusion de la Library Association et de l'Institute of Information Scientists) et la Society of Archivists.
En 2006, 14 universités offrent une formation en SIB et les inscriptions sont en baisse. Le mot « bibliothèque » est supprimé de nombreux cours et « information » ajouté. Bien qu'il y ait plus d'emplois offerts, moins d'emplois exigent une qualification professionnelle. Il n'existe pas de système national unique de qualifications pour les paraprofessionnels.

### Océanie
Le diplôme de services d'information et de bibliothèque (niveau 5) du Pacific Technical and Further Education (Pacific TAFE) de l'Université du Pacifique Sud aux Fidji propose une formation de bibliotechnicien accréditée en Australie,.

#### Australie
Kennan, Carroll et Thompson donnent un aperçu historique de la bibliothéconomie en Australie, « avec un accent particulier sur l'enseignement des SIB et sur la manière dont les objectifs et l'orientation de la bibliothéconomie et de l'enseignement des SIB ont évolué au fil des siècles".
L' Australian Library and Information Association (ALIA), fondée en 1937, est l'organisation professionnelle du secteur australien des bibliothèques et des services d'information; elle accrédite les qualifications permettant aux diplômés d'être éligibles pour devenir membre associé de l'ALIA, une exigence commune pour les postes de bibliothécaire en Australie. L'entrée professionnelle en tant que bibliothécaire (avec éligibilité pour devenir membre associé de l'ALIA) se fait à trois niveaux :
- Diplôme de premier cycle (baccalauréat) en trois ans (baccalauréat en études de l'information (avec spécialisations) à l'Université Charles Sturt)
- Diplôme d'études supérieures (diplôme d'études supérieures) d'un an (diplôme d'études supérieures en information et en bibliothéconomie, Curtin University, Open Universities Australia, University of South Australia)
- Diplôme de troisième cycle d'un, un et demi ou deux ans (niveau master) (maîtrise en gestion de l'information, Charles Sturt, Curtin, RMIT University, University of South Australia)

Il existe un cours distinct pour les enseignants bibliothécaires (également éligibles à l'associé ALIA), le Master of Education (Teacher Librarianship) à l'Université Charles Sturt.
Pour les bibliotechniciens éligibles à l'adhésion ALIA Library Technician, un ensemble spécifique de cours dans le cadre d'un diplôme en bibliothéconomie et services d'information est requis. Des cours sont disponibles dans divers TAFE et autres institutions à travers l'Australie, ainsi qu'au Pacific Technical and Further Education (Pacific TAFE) de l'Université du Pacifique Sud aux Fidji,.

#### Nouvelle-Zélande
En Nouvelle-Zélande, l'Université Victoria de Wellington est la seule université dispensant une formation de troisième cycle en bibliothéconomie. L' Open Polytechnic of New Zealand propose un baccalauréat pour les professionnels de l'information et une gamme de cours menant à un certificat et à un diplôme pour les paraprofessionnels. Te Wananga-o-Raukawa propose des cours menant à un diplôme et à un certificat en Puna Maumahara/Gestion de l'information, qui offrent une formation bilingue et biculturelle (à travers la culture maorie).

### Asie du sud est

#### Philippines
Aux Philippines, les bibliothécaires sont généralement titulaires d'une licence de quatre ans en bibliothéconomie et en sciences de l'information, d'un master en bibliothéconomie ou d'un diplôme avec une spécialisation en bibliothéconomie. Il n'est pas rare non plus que les bibliothécaires possèdent un diplôme en éducation, avec une spécialisation ou une majeure en bibliothéconomie. Avec l'adoption de la loi de la République no 6966 (abrogée en 2003 avec l'adoption de la loi R.A. 9246 ou "loi philippine sur la bibliothéconomie de 2003") en 1990, les diplômés en bibliothéconomie et en sciences de l'information sont tenus de passer les examens d'autorisation d'exercer pour les bibliothécaires afin de pouvoir pratiquer la bibliothéconomie aux Philippines ou dans les pays qui ont une réciprocité en ce qui concerne la pratique de ce domaine.

## Lectures complémentaires
- (en) Walter, Frank K., « Library Training », dans George E. Rines, Encyclopedia Americana, 1920 (lire sur Wikisource)